# Туровичи (Калинковичский район)
Туровичи (бел. Туравічы) — деревня в Шиичском сельсовете Калинковичского района Гомельской области Беларуси.

## География

### Расположение
В 14 км на север от районного центра и железнодорожной станции Калинковичи (на линии Гомель — Лунинец), 138 км от Гомеля.

### Гидрография
Через деревню проходит мелиоративный канал.

## Транспортная сеть
Транспортные связи по просёлочной, затем автомобильной дороге Калинковичи — Бобруйск. Планировка состоит из прямолинейной широтной улицы, к центру которой с юга присоединяется переулок, а с севера 2 короткие улицы. Застройка двусторонняя, неплотная, деревянная усадебного типа

## История
По письменным источникам известна с XVIII века как деревня в Мозырском повете Минского воеводства Великого княжества Литовского. К 1703 году относится привилей короля Сигизмунда II Августа Мозырскому земскому писцу Я. Комаровскому на деревню Туровицы. После 2-го раздела Речи Посполитой (1793 год) в составе Российской империи. В 1795 году владение Еленских, затем казны. В 1879 году обозначена как селение Суховичского церковного прихода. Согласно переписи 1897 года действовал хлебозапасный магазин. В 1908 году в Дудичской волости Речицкого уезда Минской губернии.
В 1929 году организован колхоз «Красная Дубрава», работали паровая мельница, кузница, начальная школа (в 1935 году 141 ученик). Во время Великой Отечественной войны 13 января 1944 года освобождена от немецкой оккупации частями  75-й гвардейской стрелковой дивизии . В мае 1944 года жители из деревни, которая находилась в прифронтовой полосе, были переселены в деревню Булавки, где они размещались до начала операции «Багратион» пока военные действия не переместились дальше от этих мест, 67 жителей погибли на фронте. Согласно переписи 1959 года в составе совхоза «Ненач» (центр — деревня Шиичи))..

## Население

### Численность
- 2004 год — 56 хозяйств, 121 житель.

### Динамика
- 1795 год — 47 дворов.
- 1850 год — 215 жителей.
- 1897 год — 78 дворов, 516 жителей (согласно переписи).
- 1908 год — 562 жителя.
- 1959 год — 505 жителей (согласно переписи).
- 2004 год — 56 хозяйств, 121 житель.